# دولنی لیبوخووا
دولنی لیبوخووا (به چکی: Dolní Libochová) یک منطقهٔ مسکونی در جمهوری چک است که در ناحیه ژدار ناد سازاووو واقع شده‌است. دولنی لیبوخووا ۴٫۰۹ کیلومتر مربع مساحت و ۱۵۰ نفر جمعیت دارد و ۴۸۳ متر بالاتر از سطح دریا واقع شده‌است.